# Linen Hall Library
La Linen Hall Library è la più antica biblioteca di Belfast (fondata nel 1788). Si trova in 17 Donegall Square North, a Belfast, nell'Irlanda del Nord. È l'ultima biblioteca per il prestito nell'Irlanda del Nord. L'edificio è nel centro di Belfast. È gestita da un'organizzazione indipendente e senza scopo di lucro.

## Storia
La biblioteca fu fondata nel 1788 come Belfast Reading Society e ribattezzata Belfast Society for Promoting Knowledge nel 1792. Nel 1802 si trasferì nella White Linen Hall in Donegall Square. Dopo il 1980, le proprietà della biblioteca potevano essere assicurate affittando edifici estensivi. La biblioteca oggi si concentra su "Irish and Local Studies". L'inventario ammonta attualmente a circa 250.000 libri.